# Win Smith
Win Smith, född 1888 och sannolikt avliden 1941, var en amerikansk serieskapare som är mest känd för att ha varit tuschare på de allra första Musse Pigg-serierna, skrivna av Walt Disney och tecknade av Ub Iwerks 1930. Därefter tecknade Smith Musse Pigg på egen hand under en kort period, strax innan Floyd Gottfredson tog över hela produktionen. 
Senare i sin karriär tecknade Smith även de första serierna med Snurre Sprätt, samt den komiska äventyrsserien Pat, Patsy and Pete.